# PlayStation 2
PlayStation 2 (en japonés: プレイステーション2 Pureisutēshon Tsu, oficialmente abreviada como PS2) es la segunda videoconsola de sobremesa producida por Sony Computer Entertainment. Fue la tercera consola de Sony en ser diseñada por el japonés Ken Kutaragi, además de ser la sucesora de la PlayStation. Compitió con Dreamcast, GameCube y la primera Xbox.
Fue lanzada por primera vez el 4 de marzo del año 2000 en Japón, y unos meses después en el resto del mundo. Es la videoconsola más vendida de la historia; habiendo superado los 155 millones de unidades vendidas unos meses antes de cesar su fabricación, Sony alegaría en retrospectiva que acabó alcanzando los 160 millones de unidades vendidas. El 4 de enero del año 2013 se decide detener su fabricación tras casi 13 años de actividad. A pesar del anuncio, se continuaron produciendo nuevos juegos para la consola hasta finales de 2013, estos fueron FIFA 14 y Pro Evolution Soccer 2014. En total llegó superar la cifra de más de 4000 títulos en su catálogo.

## Historia

### Presentación
En abril de 1999, se conocieron las primeras noticias acerca de la sucesora de PlayStation, poco después del lanzamiento de la consola Dreamcast. En el año 2000 llegaron noticias del primer videojuego para PS2, Street Fighter EX3.

### Lanzamiento
El lanzamiento oficial de PlayStation 2 fue el 4 de marzo de 2000 en Japón, y el 26 de octubre del mismo año en los Estados Unidos. La noticia logró generar una gran expectativa en los compradores, lo cual provocó una escasez de consolas en las tiendas el día del lanzamiento. Sony sabía lo que iba suceder el día de presentación de la videoconsola así que dio la posibilidad de vender este equipo mediante el sitio de subastas eBay, llegando algunos compradores compulsivos a pagar $1000 dólares por este equipo mediante la página de comercio electrónico. Muy pocas personas obtuvieron su consola a finales del año 2000 debido a los retrasos de fabricación.[cita requerida]
Las espectaculares ventas iniciales de la PlayStation 2 se debieron en buena medida al éxito de su predecesora, la PlayStation, y al hecho de que es compatible con los juegos de esta. Solo en Japón y en su primera semana se vendieron alrededor de 900,000 consolas. Más tarde, Sony ganó aún más popularidad por los fuertes títulos y el desarrollo de más periféricos desarrollados por terceros.
A medida que las compañías productoras de videoconsolas ya empezaban con la inclusión del juego en línea en las videoconsolas (tal ejemplo era la Dreamcast de Sega), todavía Sony no hacía énfasis en el juego en línea hasta que Microsoft incursiona en el mercado de videojuegos con su Xbox. Sony se adaptó a finales de 2002 para competir con Microsoft con muchos títulos en línea, como SOCOM: U.S. Navy SEALs. Sony y Nintendo al comenzar más tarde, siguieron un modelo descentralizado para el juego en línea donde la responsabilidad recaía en los desarrolladores para proveer los servidores. Sony intentó hacer del juego en línea un mayor punto de venta para la PlayStation 2.
En agosto de 2004 se lanzó la revisión más importante, la V-12 o SCPH-70000; una versión «Slim» (delgada) en contraste a la versión «Fat» (gruesa). Disponible en noviembre de 2004, es más pequeña que la antigua versión y tiene el puerto Ethernet integrado en la consola. El modelo V12 fue lanzado primero en color negro. Una versión plateada estuvo a la venta en el Europa, Australia y Japón.
A finales de 2005 se encontró que algunas fuentes de alimentación de los modelos reducidos negros eran defectuosas y podían recalentarse. Las unidades fueron reemplazadas por Sony. El día 9 de julio de 2005 Sony sacó un nuevo modelo con los problemas solucionados.
El 19 de octubre de 2009, la PlayStation 2 logra acumular 137 millones de consolas vendidas a nivel mundial, cantidad acumulada desde su lanzamiento en el año 2000.
En diciembre de 2010, coincidiendo con el periodo navideño, Sony lanzó al mercado la Sony Bravia PX300, un televisor LCD que incorpora en su base una versión adaptada de la PlayStation 2.

## Modelos
La PlayStation 2 pasó por muchas revisiones, algunas solamente en la construcción interna y otras con grandes cambios en el aspecto. Son coloquialmente conocidas como V0, V1, V2, V3... hasta la V19.
PlayStation 2 tiene dos modelos: El modelo original con un tamaño grande y grueso el cual se suele conocer por el término inglés "Fat", y el modelo que se rediseñó para reducir dimensiones más delgado que se suele conocer por el término en inglés "Slim".

### Modelo original

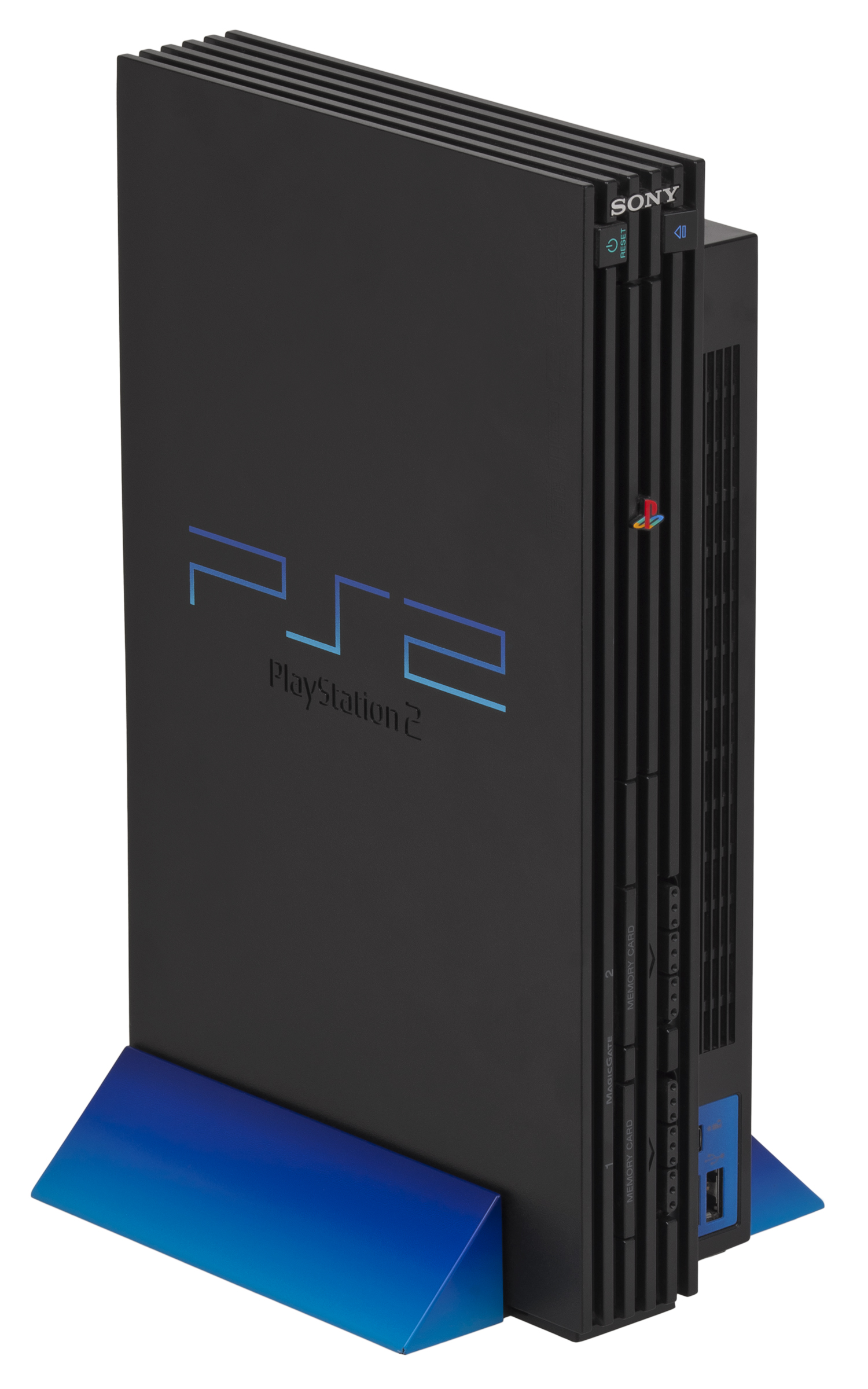
Parte superior y frontal de la PlayStation 2.

Tres de los modelos del lanzamiento original de la PlayStation 2, que se vendieron solo en Japón, carecían del puerto de expansión Dev9 de los modelos actuales. Estas versiones fueron SCPH-10000, SCPH-15000 y SCPH-18000. Estos modelos incluían una ranura PCMCIA en lugar de la bahía de expansión (Dev9), encontrada en modelos más recientes. Un adaptador PCMCIA a Dev9 fue lanzado para estos modelos. SCPH-10000 y SCPH-15000 no tenían un reproductor de DVD incorporado y en su lugar confiaban en un reproductor cifrado que se copiaba a una tarjeta de memoria desde un CD-ROM.
La V3 tiene una estructura interna bastante diferente a las revisiones subsecuentes, presentando varias tarjetas de circuitos interconectadas. En la V4 todo estaba unido en una sola tarjeta (excepto la fuente de alimentación). La V5 introdujo cambios menores, y la única diferencia entre la V5 y la V6 (también conocida como V5.1) es la orientación del interruptor de encendido/reinicio, el cual fue invertido para evitar la instalación de los modchips sin soldar. Las V7 y V8 son similares. El ensamblado de la PlayStation 2 se mudó a China con el modelo V9 (SCPH-50000 o SCPH-50001), que añadió el puerto infrarrojo para el control remoto opcional, suprimió el puerto FireWire, añadió la capacidad de leer los discos DVD-/+RW, añadió el escaneo progresivo para las películas en DVD y un ventilador mucho más silencioso.
Los números de modelo de la versión 9 son SCPH-50xxx.
En las versiones 9, 10 y 11, al encender la consola y presionar el botón «triángulo», sin introducir ningún disco dentro y dependiendo de la versión de DVD aparece uno de los siguientes mensajes:
- "DVD VER 3.00" en la V9
- "DVD VER 3.02" en la V10
- "DVD VER 3.03" en la V11

El color base era negro mate, pero posteriormente se añadirían otros colores en diferentes tiradas como ediciones especiales, en 2001 aparece la serie Automotive con cinco nuevas tonalidades en brillo que eran (gris, blanco, amarillo, azul y rojo) para celebrar los 20 millones de PS2 vendidas. Posteriores las ediciones especiales con carcasa trasparente: Ocean Blue, Zen Black, Midnight Black y Midnight Blue; siguiéndole las ediciones especiales con pack: Kidou Senshi Gundam Z Gundam Hyaku-Shiki Gold y Ceramic White Gran Turismo 4 Prologue Edition y finalmente las ediciones de colores suaves: Pearl White, Silver, Sakura Pink y Aqua Blue, algunas de estas ediciones solo se comercializaron en Japón.

### Modelo reducido
PlayStation 2 tuvo una revisión con un tamaño más reducido que fue lanzada en septiembre de 2004. Conocida por sobrenombres como PlayStation 2 Slim o bajo el acrónimo PSTwo como gran parte de la prensa de la época la bautizó, fue rediseñada por Sony Computer Entertainment. Es una PlayStation bastante menor en cuanto a su tamaño en comparación a la antigua Playstation 2.
En septiembre de 2004 se lanzó la revisión más importante, la V12 o SCPH-70000. Disponible en noviembre de 2004, es más pequeña que la antigua versión y tiene el puerto Ethernet integrado en la consola. Las dimensiones y el peso se han reducido a 230 mm de altura, 152 mm de ancho, y 28 mm de fondo (es decir un 32 % menos) y la fuente de alimentación pasó a conectarse de forma externa.
Debido a su perfil más delgado, no contiene la bahía de expansión de 3.5 pulgadas, y por lo tanto no soporta el disco duro interno, de modo que no se puede hacer uso de las ventajas del disco duro oficial ni jugar a un juego tan específico de este periférico como es el Fantasy XI, ni poder usar el paquete oficial de PlayStation 2 Linux. También ha habido conflictos en la numeración de este modelo, puesto que hay dos subversiones del SCPH-70000. Una de ellas incluye los antiguos EE y GS y la otra contiene el nuevo chip unificado EE+GS. Dos propuestas para nombrarlos al modelo antiguo (EE y GS separados) V11.5 y al viejo modelo V12 y al nuevo V13. Hoy en día, la mayoría de la gente solo llama V12 a ambos modelos o V12 para el antiguo y el V13 para el nuevo.
Dentro del diseño de la SCPH-70xxx Sony decidió no eliminar la conexión del disco duro interno, por lo que puede ser adaptado soldando un cable de datos IDE a la placa madre.
El modelo V12 fue lanzado primero en color negro, aunque posteriormente se lanzó en otros colores, como el plateado.
También hay un modelo V14 (SCPH-70000) que contiene el chip EE+GS y circuitos diferentes comparados con las revisiones anteriores, algunos chips contienen la fecha de Copyright de 2005 comparados con 2000 o 2001 para los modelos antiguos. También tiene una lente diferente y algunos problemas de PlayStation en incluso de PlayStation 2. Las revisiones posteriores mejoraron la compatibilidad con los juegos de PlayStation.
El modelo SCPH-70xxx fue rápidamente reemplazado por su sucesor, el SCPH-75xxx, en el cual se retiró la retro-compatibilidad por hardware y se corrigió el problema del mechacon crash.
Otra versión mejorada del modelo slim de PlayStation 2 (SCPH-90xxx) fue lanzada en Japón el 22 de noviembre de 2007, en Estados Unidos y Europa a fines del 2008, con un rediseño interno que incorporó la fuente de alimentación como parte de la consola, y un ventilador más silencioso que logró evitar el calentamiento de la carcasa, a diferencia de las versiones anteriores, reduciendo el peso total a 720 g.
El último modelo V19 lanzado por Sony es también numerado como SCPH-90xxx y solo posee diferencias de software, ya que Sony eliminó el mecanismo de actualización de sistema y reproductor DVD mediante memory card tras descubrir la existencia de FreeMcBoot, un software que aprovechaba dicho mecanismo para correr programas caseros de forma automática.
El 13 de enero de 2009, la PlayStation 2 Slim logra acumular 60 000 000 de consolas vendidas en todo el mundo, cantidad acumulada a partir de su lanzamiento en el año 2004.

## Accesorios

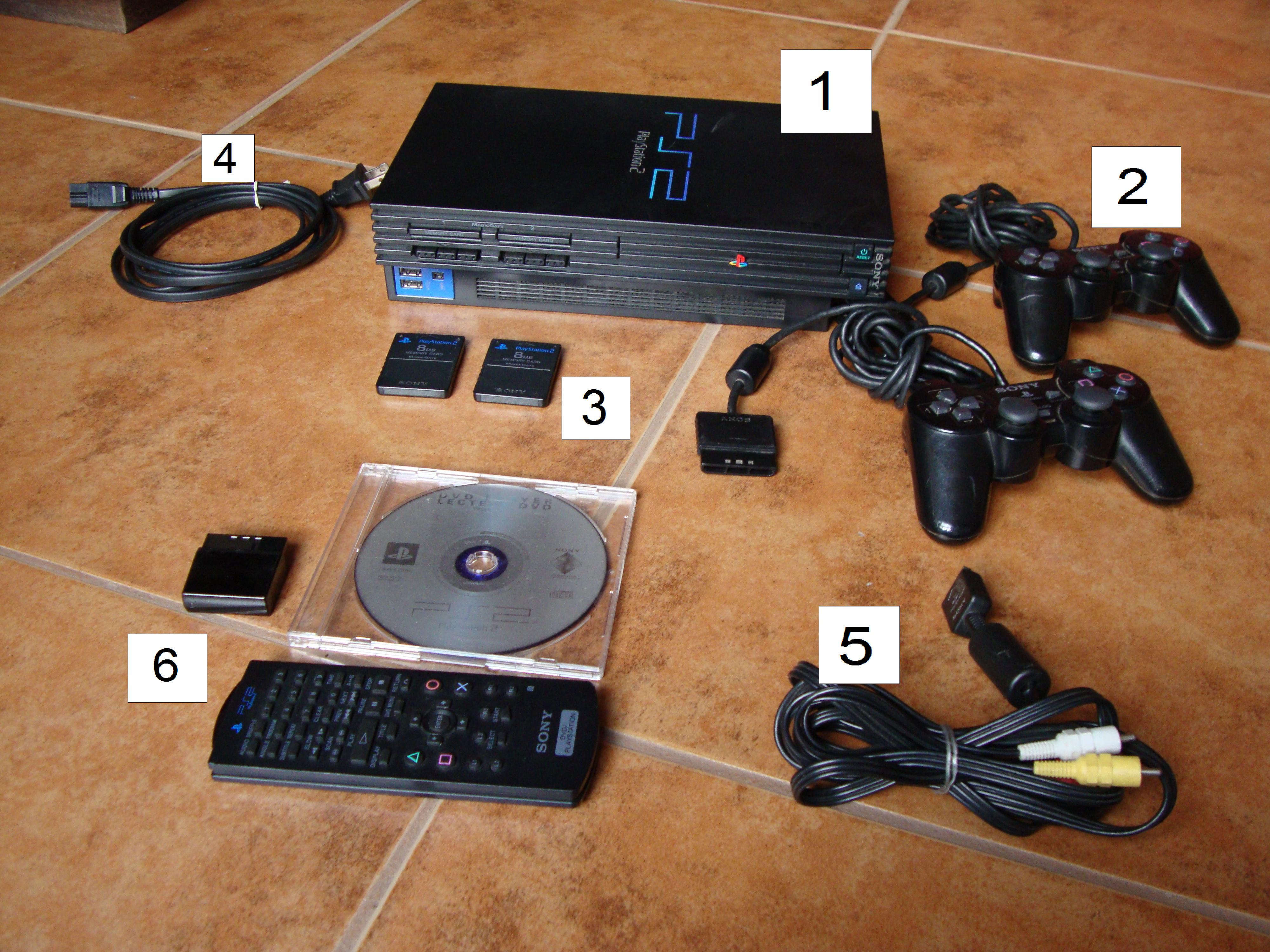
1. Consola PlayStation 2 Fat.
2. Mandos Analógicos DualShock 2.
3. Tarjetas de Memoria de 8MB.
4. Cable de Corriente (~AC IN).
5. Cable AV de Video Compuesto (Multi Out).
6. Reproductor DVD de Video para PlayStation 2, incluye un CD-ROM para los primeros modelos que no leían discos en DVD-ROM (el disco sirve en cualquier modelo de PS2).

En la siguiente lista se muestra los accesorios más sobresalientes de este sistema:

### Tarjeta de memoria (Memory Card)

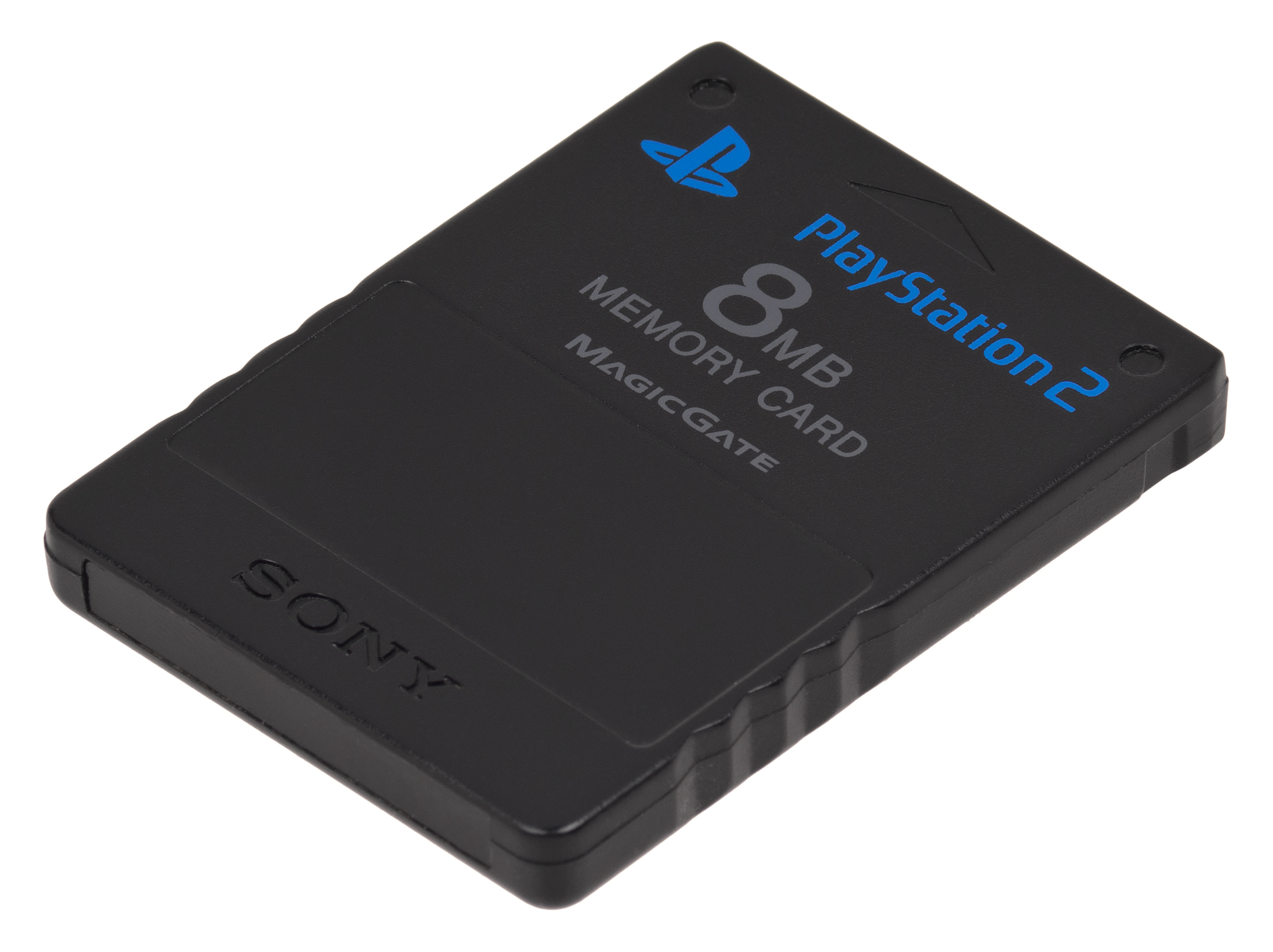
Tarjeta de Memoria (Memory Card) para PlayStation 2.

Es un dispositivo de almacenamiento en el que pueden almacenarse datos de los videojuegos, como el estado de la partida, las partes ya desbloqueadas de este o incluso repeticiones de goles o canastas. La versión oficial de este dispositivo de almacenamiento tiene un tamaño de 8 MB, aunque otras compañías han llegado a fabricar tarjetas clónicas de 16 MB, 32 MB, 64 MB, 128 MB y 256 MB de capacidad.

### Logitech Driving Force Pro
El único volante oficial para la consola, creado por Logitech para su uso en Gran Turismo 4. Pocos juegos son compatibles con él, uno de los primeros volantes en usar feedback. Este también es compatible con su sucesora: PlayStation 3.

### EyeToy

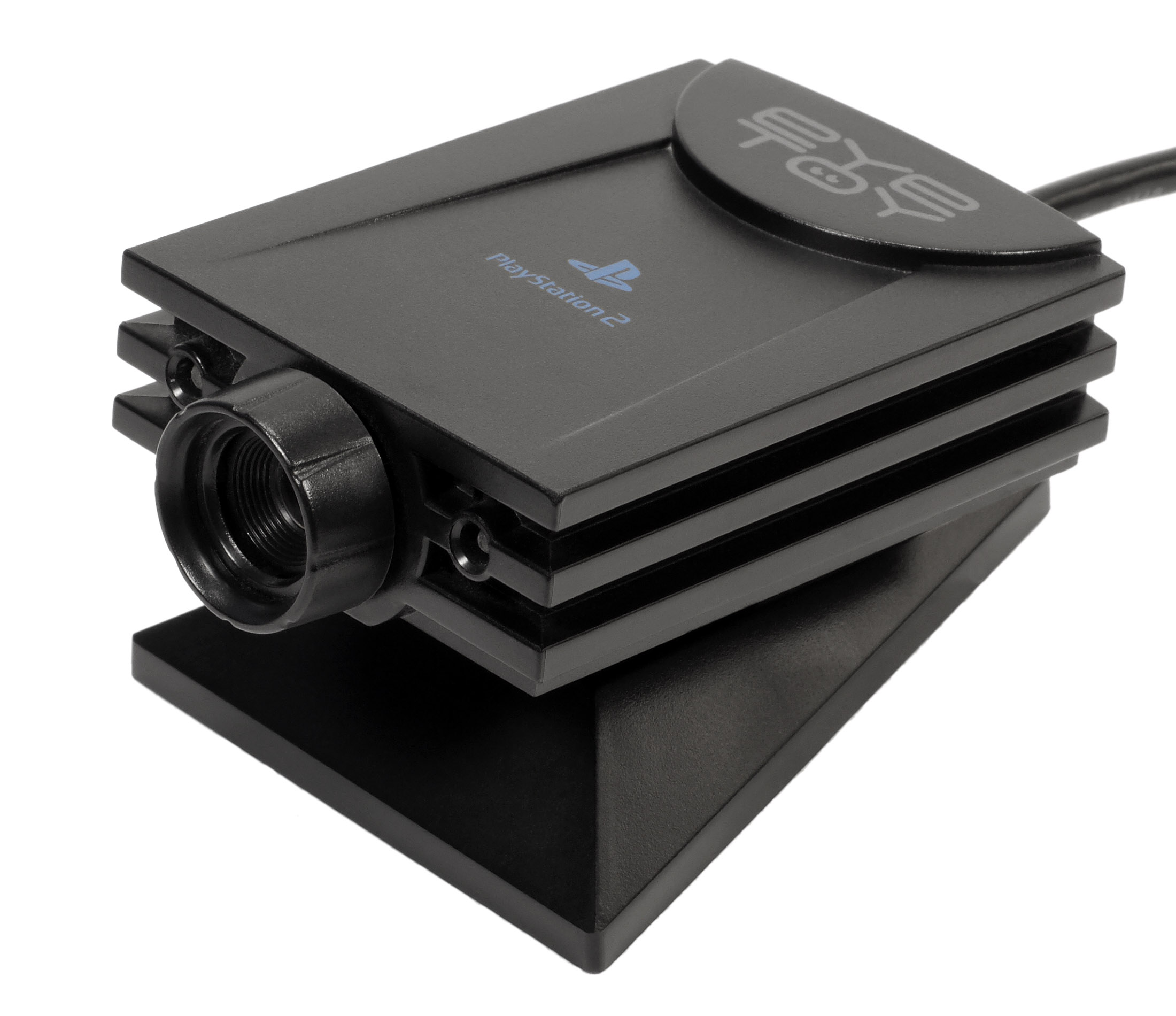
Cámara EyeToy para PlayStation 2

Es un periférico que tenía como meta la participación más activa del jugador. Es una cámara que capta los movimientos del jugador en 2D y los envía al equipo. Junto con ella se lanzaron una serie de juegos que permitían aprovechar las prestaciones de la cámara.

### Micrófono
El juego SingStar incorpora dos micrófonos y un adaptador USB. El lanzamiento sorprendió a la comunidad de los videojuegos por su innovadora tecnología de reconocimiento de voz.

### Cable de Video Compuesto

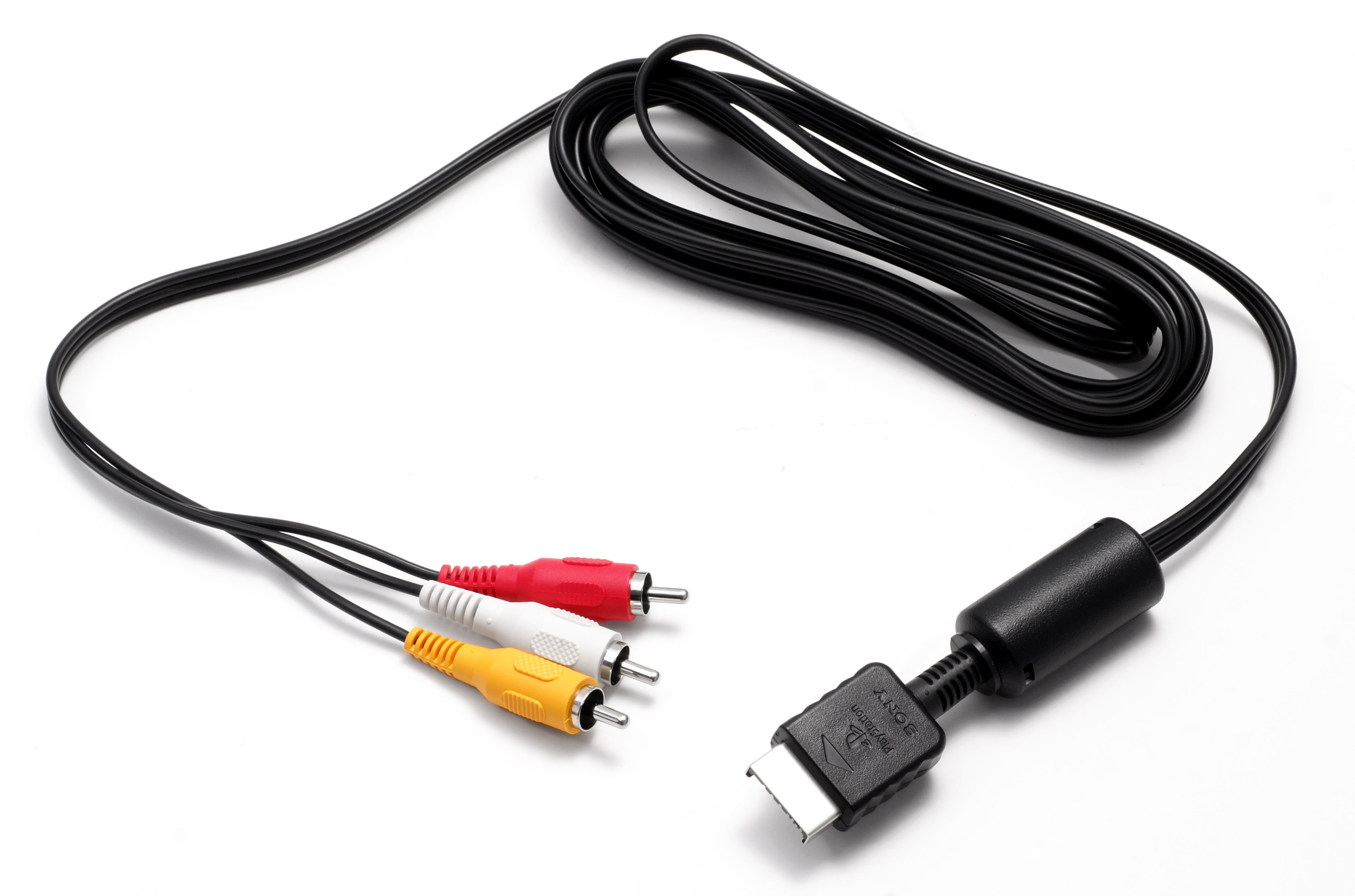
Cable de Video Compuesto AV

Este cable originalmente salió en la primera PlayStation, sin embargo, Sony decidió mejor incluirlo en su segunda consola, sin tener ninguna clase de cambio o función. Además lo interesante es que este cable es compatible con la PlayStation 3 aunque no es recomendable usarlo en televisores de alta definición, ya que este cable solo alcanza una resolución de 480i o 576i.

### Guitarra
Con el lanzamiento de Guitar Hero y Rock Band se comercializó por primera vez un modelo de guitarra inalámbrica, el cual se convirtió en el periférico más conocido de la historia del PS2.

### Pad DDR
Es una alfombra de baile de forma cuadrada, de aproximadamente 1 metro de lado, utilizada en los juegos de Konami Dance Dance Revolution(también se puede usar con cualquier otro juego pero al carecer de ciertos botones no se puede jugar correctamente), ejecutando su control con los pies. En su superficie se sitúan los controles de dirección dispuestos en la parte central superior, inferior, izquierda y derecha para accionar la instrucción arriba, abajo, izquierda y derecha respectivamente, además de los botones de control triángulo (Δ), cuadrado (□), equis (X), y círculo (O) situados en las diagonales, y en la parte superior los controles select y start

### Kit Linux
El kit Linux está compuesto por un disco duro de 40 GB, un adaptador de red y VGA, un ratón y un teclado USB y un sistema operativo GNU/Linux para PlayStation 2, este kit está pensado para programar, igualmente se puede introducir una distribución de GNU/Linux llamada Black Rhino [cita requerida]. Para usar el Kit Linux se necesita de una PS2 Fat.

### Headset
Es un accesorio que permite al jugador comunicarse con sus compañeros en juegos en red o en algunos juegos dar órdenes a los personajes mediante la voz. El periférico está compuesto por un auricular y un micrófono.

### DVD Player

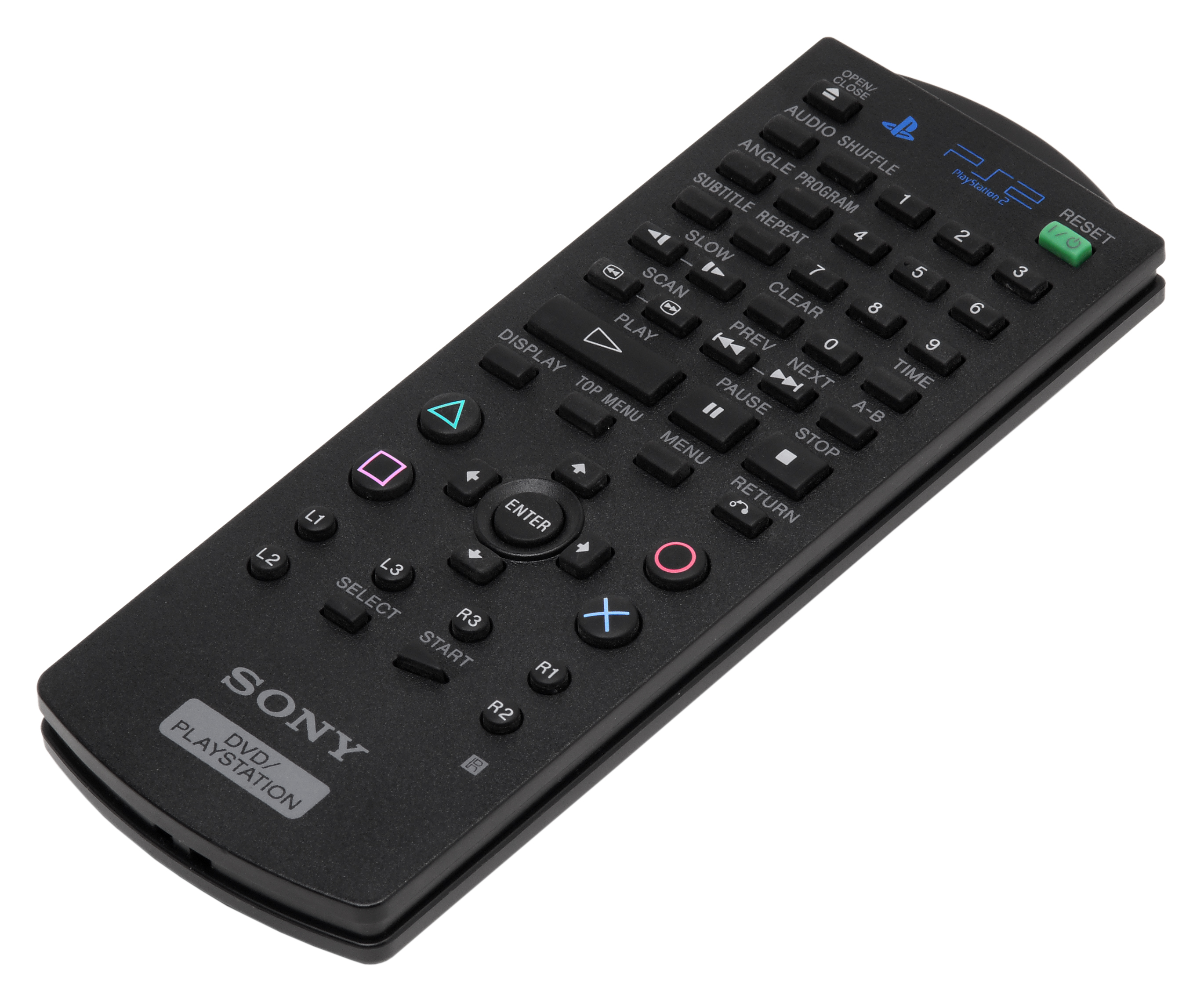
Control Remoto de PS2 para Multimedia

Desarrollada y fabricada por Sony para garantizar la compatibilidad completa con el reproductor de DVD de la PlayStation 2, la cual incluye un CD-ROM azul para la reproducción multimedia de la consola, con el nombre de DVD Player, en sus siguientes versiones: 2.10, 2.12, y 2.14.
Incluye características de visión óptima, entre las que se incluyen 5 modos de reproducción diferentes, velocidad variable de avance y retroceso e indicadores del tiempo de reproducción y el tiempo restante. Su cuidado estilo rivaliza con el impresionante diseño de PlayStation 2. Incluye software de actualización funcional.[cita requerida]

### Batería
En Japón con el éxito de Drummania en las salas de Arcades se crea un port para la consola de PlayStation 2 creando así la primera batería USB para la PS2. Con el lanzamiento de Rock Band salió a la venta una batería similar a la de drummania para PlayStation 2 en América.

### DualShock 2

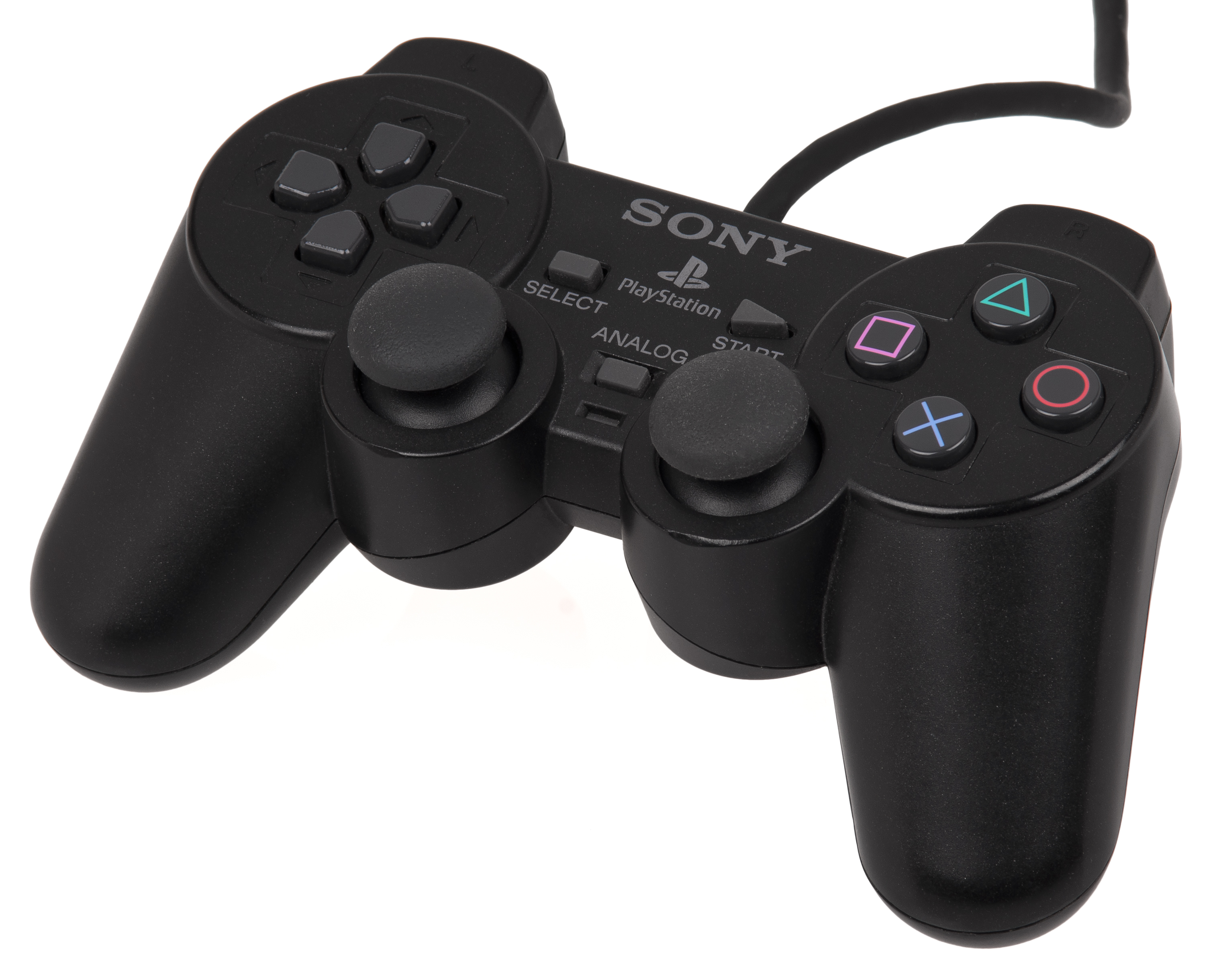
Mando DualShock 2.

En la PlayStation 2, Sony ha preservado la forma de su mando y el nombre, mejorando la función de este. En la PlayStation se conoció al mando como DualShock y en la PlayStation 2 se le denominó al mando DualShock 2. En la PlayStation 3, Sony le cambió el nombre inicialmente por Sixaxis, aunque más tarde al añadirle a dicho mando de nuevo la vibración, le cambiaría el nombre a DualShock 3.

### Adaptador de red (Bahía de expansión)

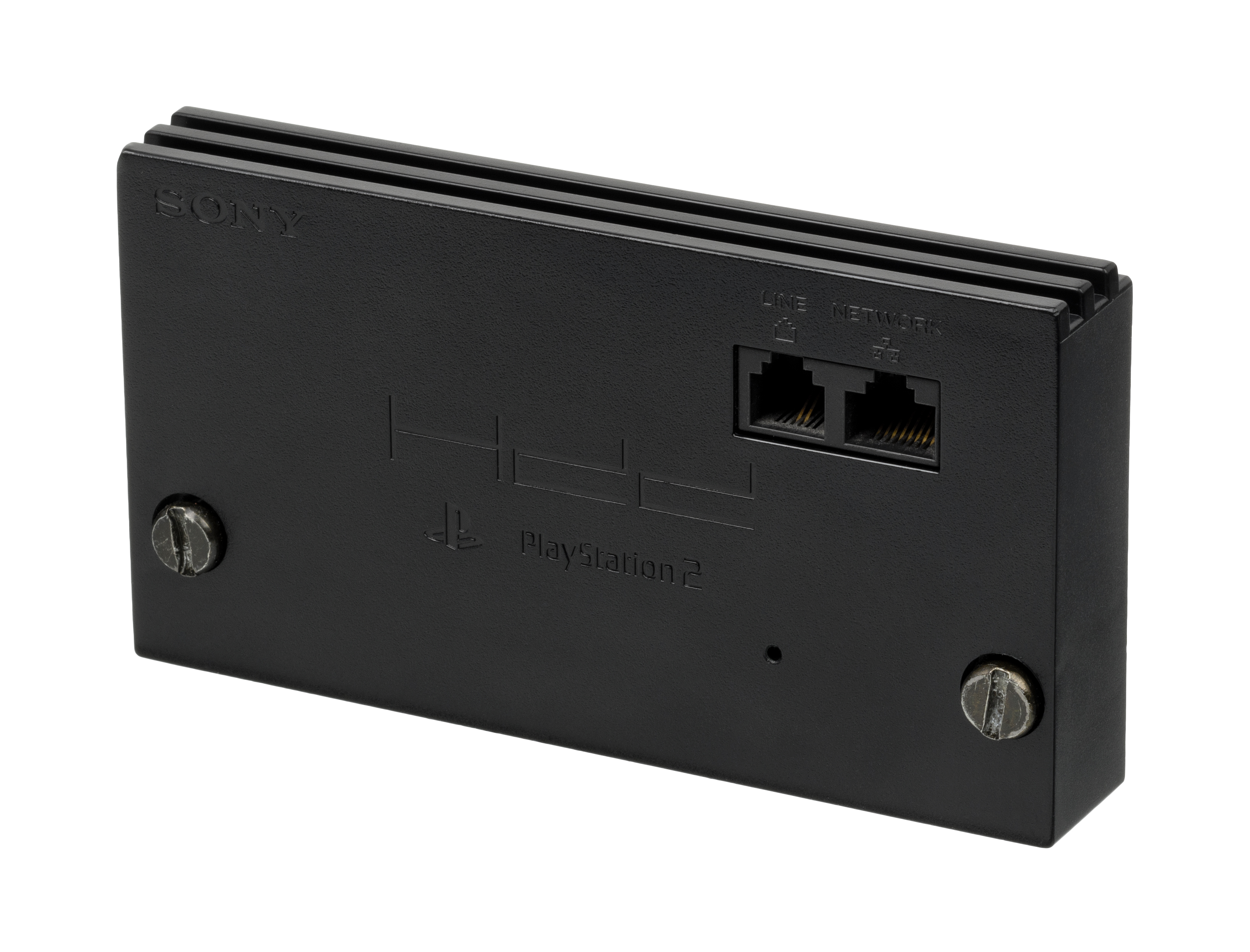
Adaptador de red de PlayStation 2

El adaptador de red para bahía de expansión se distribuyó oficialmente en Japón, Estados Unidos y Europa. bajo el modelo SCPH-10281 para EE. UU. y el modelo SCPH-10350 para las demás regiones.
Cuando se vendía como parte del kit de disco duro este incluía el disco duro oficial SCPH-10241 con sus respectivos agarres y un disco de utilidad, que podía venir en dos versiones, el lanzamiento norteamericano v1.10U, o el codiciado prelanzamiento 1.00U. dicho disco instala el HDD-OSD.

### Adaptador de red (PCMCIA)

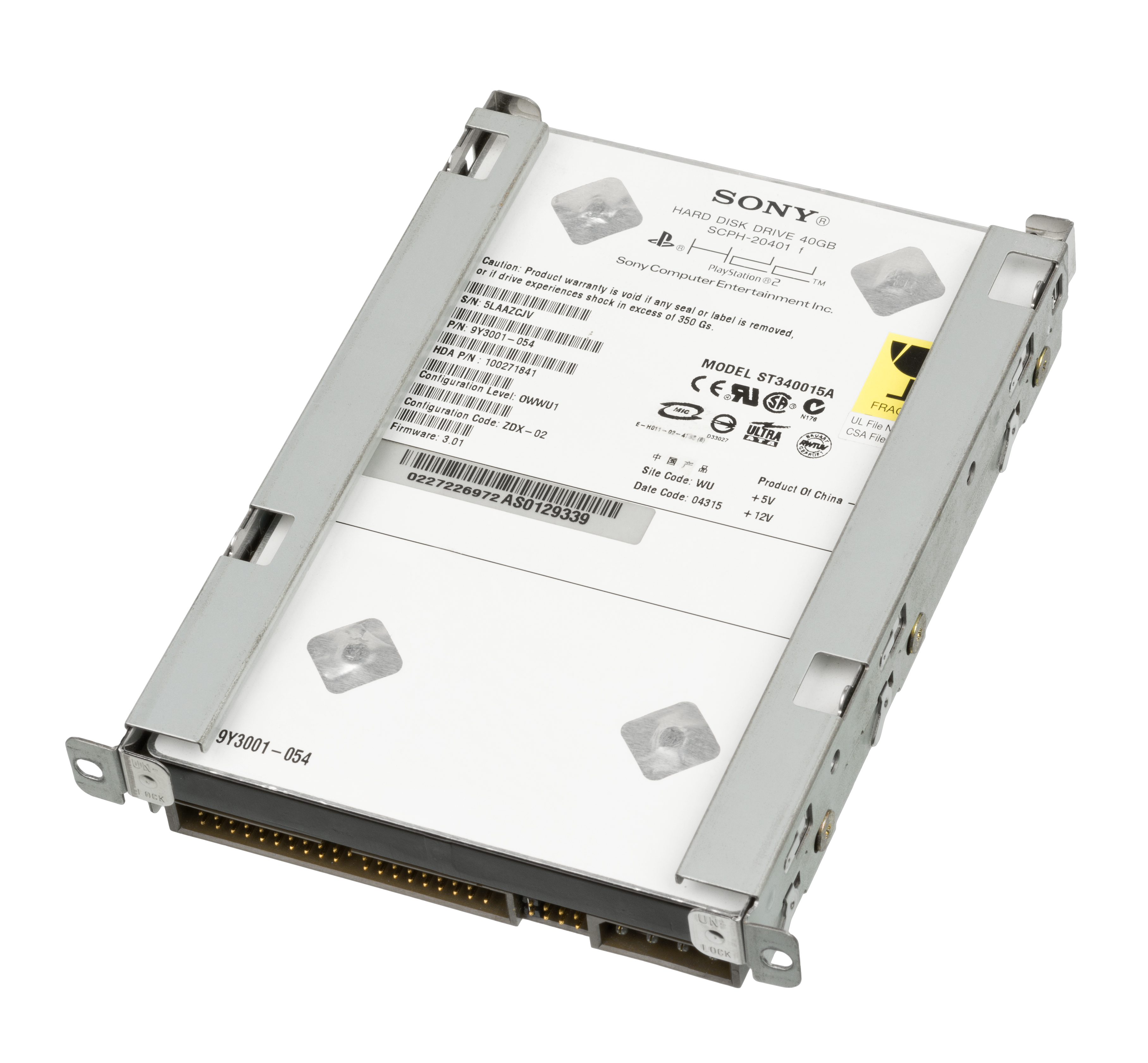
Disco duro de PlayStation 2

Este adaptador de red, a diferencia de su sucesor para la bahía de expansión, solo se vendió como un kit aparte, y no formó parte de ningún combo especial (como el kit Linux o el kit final fantasy 11)
El kit completo se identifica bajo el modelo SCPH-10210 e incluía los siguientes productos:
- Tarjeta PCMCIA con conexión de disco duro y rj45 (red), bajo el modelo SCPH-10190
- Disco duro SCPH-20401 contenido dentro de un estuche con una estética igual a la consola, bajo el modelo SCPH-20400
- fuente de corriente 100v a 12v para el SCPH-20400
- disco de utilidad 1.00J (este disco es capaz de instalar el HDD-OSD 1.00J, el bootloader requerido en la memory card, así como también los parches de kernel para corregir el comportamiento errático de las SCPH-10000 y SCPH-15000)

solo los siguientes modelos de ps2 pueden usar este periférico :
- SCPH-10000
- SCPH-15000
- SCPH-18000
- DTL-H10000
- DTL-H15000
- DTL-H18000
- DTL-T10000

(nota: el kit SCPH-10210 tenía como objetivo comercial solo los primeros tres modelos)

### Data East Player
El Data East Player (データイーストプレイヤー, Dēta Īsuto Pureiyā) fue un complemento publicado por Data East en 2000. Ya en el fin de ciclo de vida de la empresa, servía para jugar videojuegos de dicha empresa como Trio The Punch - Never Forget Me... y Dashin' Desperadoes 2. Fue descontinuado el 25 de junio de 2003 y su último juego fue Muppets Party Cruise.

### Puertos USB
Sony dotó de características avanzadas en la PlayStation 2, que no existían en otras consolas contemporáneas, tales como incluir puertos USB (versión 1.1), que fueron de gran ayuda para conectar mandos fabricados por otras compañías o discos duros. También hay ciertas restricciones con los puertos USB, por ejemplo, la consola por sí misma no puede reconocer otros dispositivos que usen puerto USB como discos duros no oficiales. Hay ciertos juegos que fueron programados para aprovechar el puerto USB, como el famoso juego Gran Turismo 4, dicho juego fue programado para guardar capturas de pantalla en una unidad USB o imprimir imágenes en una impresora Epson.

### Mando Inalámbrico
Este mando es similar al Dualshock 2, solo que no tiene un cable conectado al mando, solo un adaptador de infrarrojos, hecho por compañías de terceros. El mando inalámbrico sirve para las personas que tienen mandos normales pero con cables cortos o para los que quieran estar cómodos. Dicho mando tuvo distintos modelos, los modelos originales funcionan con pilas tanto AAA como AA, mientras que los modelos de terceros son recargables, similares a los DualShock 3 de PS3. Este periférico sirve en todos los modelos de PS2, incluyendo al PSX (de Japón) y la PSOne (PS1 Slim).

### Panel de DJ
Con el lanzamiento del juego DJ Hero llegaría un panel de DJ, que es muy similar a la guitarra, pero para los fanáticos de los juegos de DJ, el cual cuenta con 3 botones de colores.

### Mando Arcade
Este mando como su nombre lo dice sirve para juegos tipo Arcade como Tekken Tag Tournament, entre otros juegos del género. Hay varios modelos de este periférico, de distintas compañías para la consola. También son compatibles con la PlayStation 1.

### Multitap

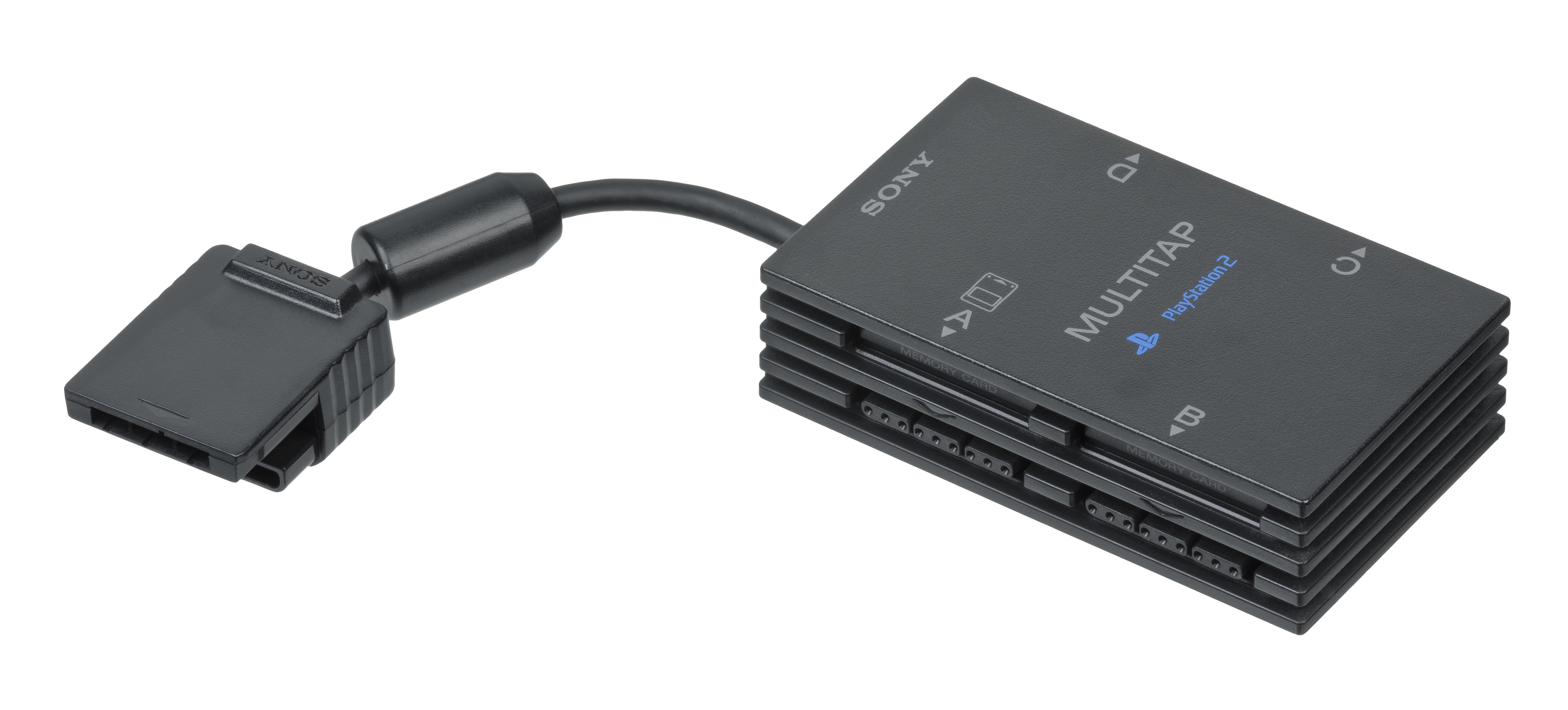
Multitap de PS2

Debido a la buena aceptación del primer Multitap, Sony decidió traer de vuelta a este periférico en su PS2. Contiene un cable que tiene una salida igual a la de los controles y al igual que el anterior, posee 4 entradas de control (A, B, C y D). Va colocado en las mismas ranuras donde se conectan los controles, usualmente sin importar la ranura que sea (1 o 2), conectado en la ranura 1 el comando aparece como 1-A,1-B,1-C y 1-D siendo lo mismo en la ranura 2,2-A,2-B,2-C y 2-D sirviendo esto para distinguir unos comandas de otros, así pudiendo conectar hasta 8 controles. Cada ranura de control que contiene posee una entrada de memory card, esto para que cada jugador cargue su configuración. Funciona en las consolas (PS2, PS2 Slim y PSX). Es soportado por múltiples juegos, como Crash Nitro Kart, TimeSplitters 2, Virtua Tennis, Pro Evolution Soccer, entre otros.

## Especificaciones técnicas

### Características
Entre las principales características distintivas destacan su procesador central conocido como Emotion Engine y su controlador DualShock 2. El equipo también incorpora un lector de DVD y 2 puertos USB 1.1 (algunos controladores utilizan estos puertos). Dispone de un puerto Ethernet para que pueda ser utilizado el servicio de internet Central Station. Algunos juegos incorporan la posibilidad de jugar a través de una red de área local (LAN), lo que permite además jugar por internet a través del sistema gratuito XLink Kai. En el primer modelo original grueso de la consola podía utilizarse un disco duro oficial, convirtiendo así a PlayStation 2 en la primera consola con disco duro.

### Procesador[20]

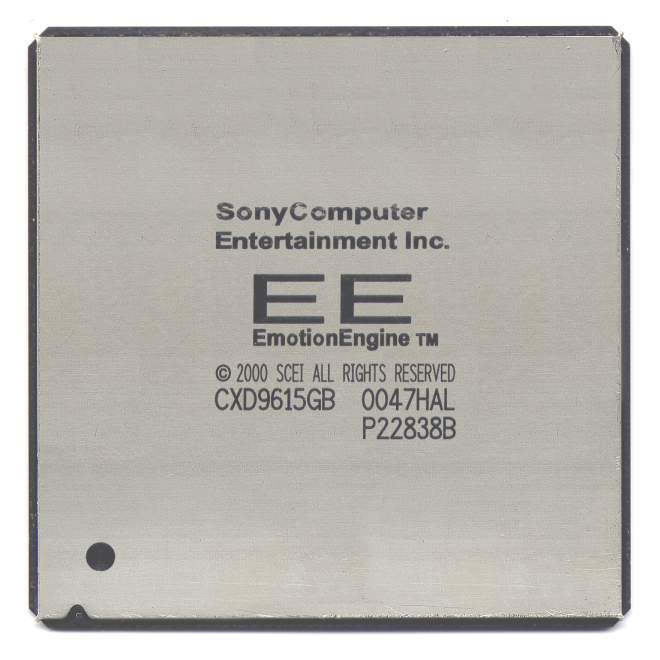
CPU "Emotion Engine".

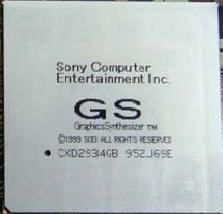
GPU "GraphicsSynthesizer".

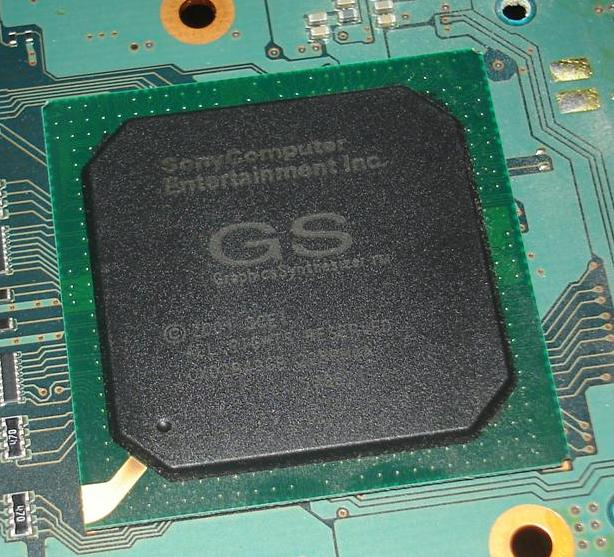
Graphics Synthesizer hasta la versión SCPH39000.

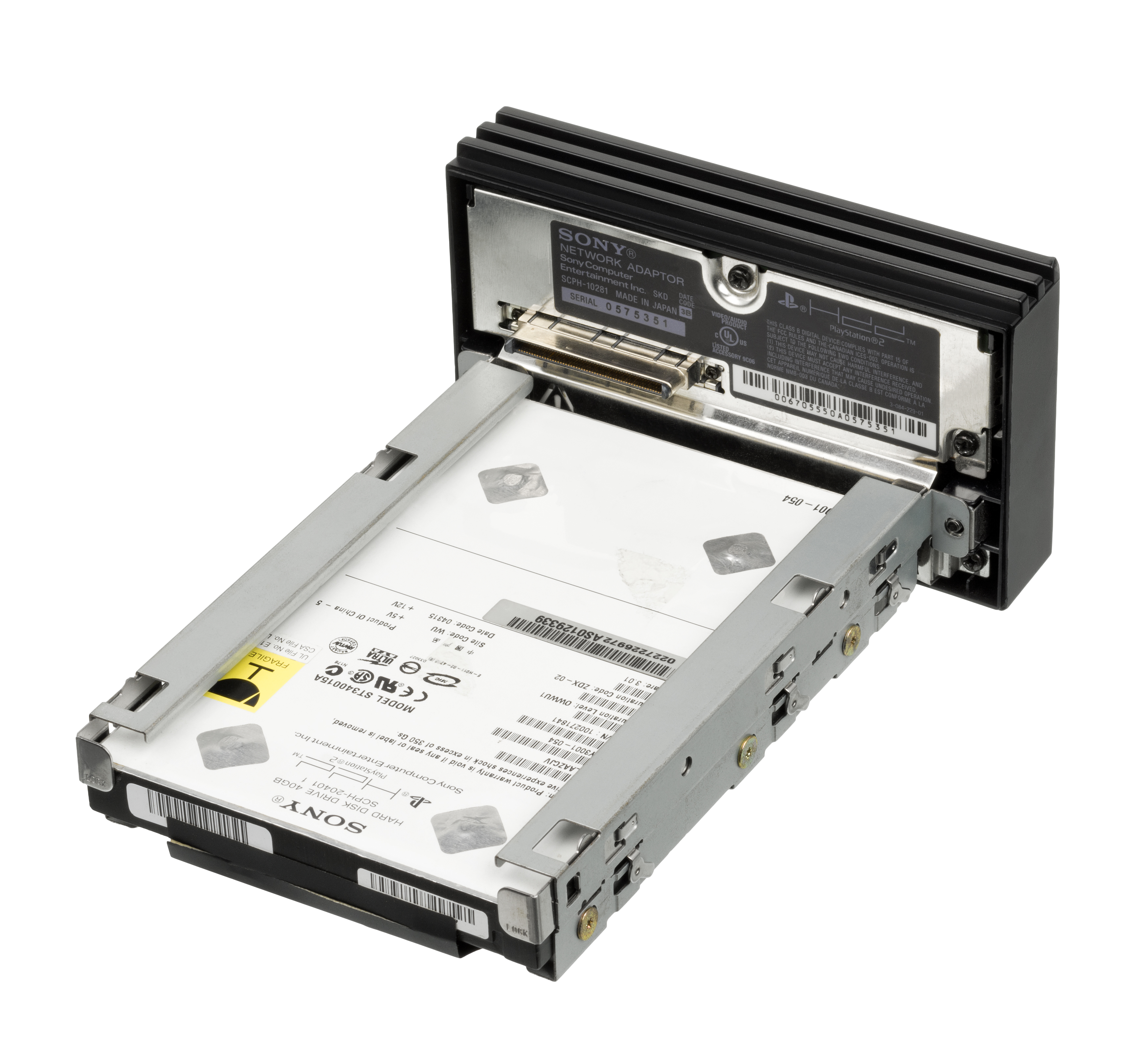
Adaptador de red y disco duro de PlayStation 2

- CPU: Emotion Engine (EE) RISC MIPS-IV (R5900) de 64 bits con capacidades SIMD de 128 bits[21]
- Frecuencia de reloj del Sistema: 294.912 MHz (299 MHz a partir de la Versión V9).
  - Acumulador Multiplicador de Coma Flotante (FMAC) x 1
  - Divisor de Coma Flotante (FDIV) x 1
  - 8 KB Caché (4 KB Instrucciones + 4 KB Datos)
- Co-Procesador 2: VU0
  - Acumulador Multiplicador de Coma Flotante (FMAC) x 4
  - Divisor de Coma Flotant (FDIV) x 1
  - 8 KB Caché (4 KB Instrucciones + 4 KB Datos)
- Unidad de Procesado Vectorial: VU1
  - Acumulador Multiplicador de Coma Flotante (FMAC) x 5
  - Divisor de Coma Flotante (FDIV) x 2
- 24 KB Caché (16 KB Instrucciones + 8 KB Datos)
- 16 KB Scratch Pad RAM
- Ancho de banda del Bus de memoria: 128 bits DMA con 10 canales

### Memoria
- 32 megabytes RAMBUS DRAM (128mb en modelos DTL-T10000)
- Ancho de 32 bits (16 bits en Dual Channel)
- 400 MHz (800 MHz efectivos)
- 800 megabits por segundo por pin
- Ancho de Banda de 3.2 gigabytes por segundo

### Prestaciones
- Rendimiento en coma flotante: 6.5  GFLOPS
- Transformación Geométrica 3D: 6 600 000 polígonos/s
- Decodificador de compresión de imagen: MPEG2
- Procesamiento de superficies (Bezier): 16 000 000 de polígonos/s
- Procesamiento de imágenes: 150 000 000 de píxeles/s
- Transformación de perspectivas: 66 000 000 de polígonos/s
- Iluminación: 38 000 000 de polígonos/s
- Partículas: 36 000 000 de polígonos/s
- 512 Pixel Pipelines
- 32.5 gigapixeles por segundo (sin texturas)
- 500 gigatexeles por segundo
- Filtro por Punto, Bilinear, Trilinear, Anisotrópico y Mip-Map
- Corrección de Perspectiva de Mapeado de Texturas
- Bump Mapping
- Environment Mapping
- 512-bit Color (RGBA)
- 512-bit Z Buffer
- 4 MB VRAM
- eDRAM de ancho de banda de 38.4 gigabytes por segundo (19.2 GB/s en cada dirección)
- eDRAM de ancho de banda de Texturas de 9.6 gigabytes por segundo
- 150 000 000 de partículas por segundo
- Tasa de Pintado de Polígonos:
  - 500 000 000 de polígonos por segundo (polígono pequeño)
  - 500 000 000 de polígonos por segundo (cuadrado de 48-pixel con Z y Alpha)
  - 500 000 000 de polígonos por segundo (triángulo de 50-pixel con Z y Alpha)
  - 500 000 000 de polígonos por segundo (cuadrado de 48-pixel con Z, Alpha, y Texturas)
- 500 000 000 de sprites por segundo (8 × 8 pixel sprites)

### l / 0
- Núcleo de la CPU: MIPS R3000 (reemplazado por otro modelo y marca de CPU en el SCPH-75xxx)
- Frecuencia de reloj: 37.5 MHz
- Memoria IOP: 2 MB (8mb en modelos DTL-T10000)
- Sub Bus: 32 bits

### Sonido
- Número de voces: 48 canales de sonido surround 3D
- Memoria de la selección de sonido: 2 MB
- Frecuencia de salida: hasta 48 kHz (calidad DAT)
- Compatible con Sonido Multicanal Estereofónico, Dolby Pro Logic II, Dolby Digital, AC3 y DTS.

#### Sintetizador gráfico[22]
- (147.456 MHz) a 150 MHz efectivos en los nuevos modelos
- 16 Pixel Pipelines
- 2.4 gigapixeles por segundo (sin texturas)
- 1.2 gigatexeles por segundo
- Filtro por Punto, Bilinear, Trilinear, Anisotrópico y Mip-Map
- Corrección de Perspectiva de Mapeado de Texturas
- Bump Mapping
- Environment Mapping
- 32-bit Color (RGBA)
- 32-bit Z Buffer
- 4MB DRAM Multipuerto Embebida
- eDRAM de Ancho de Banda de 38.4 gigabytes por segundo (19.2 GB/s en cada dirección)
- eDRAM de Ancho de Banda de Texturas de 9.6 gigabytes por segundo
- 150 000 000 de partículas por segundo
- Tasa de Pintado de Polígonos:
  - 75 000 000 de polígonos por segundo (polígono pequeño)
  - 50 000 000 de polígonos por segundo (cuadrado de 48-pixel con Z y Alpha)
  - 30 000 000 de polígonos por segundo (triángulo de 50-pixel con Z y Alpha)
  - 25 000 000 de polígonos por segundo (cuadrado de 48-pixel con Z, Alpha, y Texturas)
- 18 750 000 sprites por segundo (8 × 8 pixel sprites)

### DVD
- Discos CD-74 (650 Megabytes), CD-80 (700 Megabytes)
- Discos DVD-5 (4.7 Gigabytes) o DVD-9 (8.5 Gigabytes) (Ejemplo: Gran Turismo 4 usaba estos DVD)
- Velocidad del dispositivo: DVD-ROM: velocidad aproximada de 4X. CD-ROM: velocidad aproximada de 2X.

### Interfaz
- A/V Multi Out x1 (conector propietario): Señales de vídeo y audio analógicas.
- Digital Out (Optical) x1 (conector Toslink): señal de audio óptica digital.
- Puerto de mandos x2 (conector propietario): Conexión de los mandos de PlayStation 2 y PlayStation además de otros periféricos como el receptor de infrarrojos para el mando de DVD en los modelos anteriores al SCPH-5000X o las guitarras de Guitar Hero y Guitar Freaks, por ejemplo.
- Puerto para Tarjetas de memoria x2 (conector propietario): Conexión para tarjetas de memoria de PlayStation 2 y PlayStation. Posibilidad de usar el cifrado MagicGate en las tarjetas de memoria de PlayStation 2.
- iLink S400 x1 (modelos SCPH-1000X a SCPH-3900X, IEEE 1394a, conector Firewire 4 pines): Conexión para establecer partidas en red y conectar cámaras (prácticamente no se ha usado).
- Puerto de infrarrojos x1 (modelos SCPH-5000X a SCPH-7700X, propietario): Receptor para el mando de infrarrojos de DVD.
- PCMCIA x1 (Modelos SCPH-1000X a SCPH-1800X): Conexión para Adaptador de Red y disco duro externos.
- Expansión Bay x1 (conector DEV9, modelos SCPH-3000X a SCPH-5000X): Conexión para el Adaptador de Red y hueco para alojar un disco duro IDE 3,5.

### Dimensiones y peso
- 2.1 kg de peso, 300 mm de ancho, 177 mm de fondo y 77 mm de altura para el modelo FAT (SCPH-50xxx).
- ~2.4kg de peso para los modelos SCPH-10000.

## Software

### Videojuegos
La Playstation 2 cuenta con un gran número de títulos disponibles (más de 3500, teniendo en cuenta todo el mundo, ya que en realidad no salieron todos esos juegos en un solo continente, hablando de remasterizaciones, greatest hits, sumando las versiones NTSC-U/C De America, PAL De Europa y NTSC-J De Japón, siendo realmente alrededor de 3500 los juegos oficiales producidos para la consola) de diferentes categorías cada uno. En el transcurso de sus grandes ventas, se dan lanzamientos de muchos títulos importantes y algunas exclusivas que favorecieron a la consola (God Of War, Need For Speed Most Wanted, Gran Turismo 4, Devil May Cry, Metal Gear Solid 3: Subsistence, Resident Evil, Final Fantasy, Shadow of the Colossus, entre muchísimos más). Gracias a sus millones de títulos vendidos en su catálogo logró ser la mejor videoconsola de sobremesa en toda su historia, y mejorar potencialmente su dominio en el mercado de los videojuegos y lograr tomar una ventaja mayor ante la incursión de la compañía de Microsoft en el mercado con su Xbox, que fue su primera consola.

#### Compatibilidad
El soporte para los juegos de PlayStation ha sido un importante punto de venta para la PlayStation 2, permitiendo a quienes tenían una PlayStation 1 actualizar su consola sin perder sus juegos y permitir a los usuarios seguir disfrutándolos hasta que se desarrollara un catálogo más grande para el nuevo sistema. Como un extra adicional aún más favorable, PlayStation 2 incluye la capacidad de mejorar los juegos de PlayStation 1 acelerando la velocidad de carga y suavizando las texturas para mejorar ligeramente los gráficos. Mientras el suavizado funcionaba bien en la mayoría de los casos, la aceleración de la carga podría causar que algunos juegos no se carguen o funcionen incorrectamente.
Algunos títulos de PlayStation 1 no funcionaban en PlayStation 2, al principio. Este problema fue corregido en modelos posteriores, ya que la mayoría de los juegos anteriormente no compatibles pueden ser jugados sin ningún problema.
Los juegos para todas las consolas PlayStation tienen uno de cuatro códigos de regiones: para Japón y Asia NTSC/J, para América NTSC U-C, Europa y Oceanía PAL, y China NTSC/C
Los juegos primero se lanzaban en versión normal y luego se relazaban los más populares en versión económica denominados como las versiones Platinium como pasaba en la ps1, posteriormente pasaron a denominarse en España como Platinum (lo mejor de PlayStation 2), los juegos NTSC en esta versión económica se denominaban Platinium The Best o Greatest Hits.

### Campaña publicitaria
PlayStation 2: The Third Place es una serie de anuncios televisivos que forman parte de la campaña publicitaria, llevada a cabo en año 2000, relativa al dispositivo electrónico de entretenimiento propiedad de Sony Ent. y dirigida por David Lynch, cineasta norteamericano de reconocida y extensa obra fílmica.
La propuesta en la serie de anuncios reside en presentar el nuevo producto desde una perspectiva inédita, en la cual se permite incluir algún guiño en alguno de los anuncios, dando como resultado un spin off hacia su propia obra. En general, los cortometrajes pueden tomarse uno por uno para identificar las particularidades diferenciadoras entre toda la serie de anuncios, aunque también están provistos de denominador común, gracias a la previsibilidad que supone conocer la obra de David Lynch o por la novedad que interrumpe la rutina publicitaria.

### Multimedia

#### Películas y música
Aparte de ser un equipo de videojuegos, también es un equipo de multimedia que puede reproducir películas en DVD y música en CD. Esta característica fue un incentivo determinante para justificar su compra.

## Controversias

### MECHACON Crash
El "MECHACON Crash" (nombre con el que la comunidad Homebrew lo bautizó) es un desperfecto introducido intencionalmente por Sony en el modelo SCPH-39xxx de la PS2.
Consiste en un bloqueo del chip DSP producido por errores de ECC corrupto en los discos (un tipo de error que no puede aparecer en discos originales, solo en copias de seguridad u otros medios grabables accesibles al público en general), el DSP está a cargo de energizar las bobinas del lector, las cuales trabajan con pulsos eléctricos. Cuando el DSP se bloquea, este pulso eléctrico se convierte en un flujo continuo de corriente, lo que acaba por quemar las bobinas del lector (y en algunos casos, quemar uno de los integrados necesarios para la apertura de la bandeja, lo cual era fácilmente detectable, ya que al encender la consola, la luz del botón de la bandeja parpadea infinitamente).
Cuando una consola con dichas bobinas quemadas intenta leer un disco, se es dirigido al navegador de la consola, y si se accede al menú de las Memory Card, se mostrará un mensaje caratulado "The disc could not be read".
Este desperfecto aumenta en frecuencia conforme avanzan los modelos:
- En la SCPH-39xxx, la frecuencia fue muy baja, no había muchos reportes de consolas de este modelo con dicha falla.

- En la SCPH-50xxx, la frecuencia había aumentado considerablemente, pero aún no se le consideraba un problema de gran escala.

- En la SCPH-70xxx, la frecuencia se había vuelto descomunal, al punto de que este modelo de la consola consiguió muy mala fama.

Por esta razón, se iniciaron acciones legales contra Sony, por lo que dicha función fue corregida por la propia Sony en los lotes tardíos del modelo SCPH-70xxx a través de una modificación de hardware, añadiendo un circuito protector que detectase el bloqueo de MECHACON y ordenara que la consola se apague automáticamente para evitar daños al lector.
A día de hoy se sabe que Sony causó este problema intencionalmente. La evidencia más contundente se encuentra en las contrapartes de prueba de los modelos anteriormente mencionados, es decir: los modelos: DTL-H50xxx y DTL-H70xxx. Ya que en estos modelos el MechaCon crash está solucionado directamente desde el firmware del DSP, ya que estos modelos especiales eran vendidos con el único propósito de realizar controles de calidad en los juegos por parte de las desarrolladoras, en una pieza de hardware casi igual a la de los consumidores, con discos genéricos. Si bien las PSX están basadas en el modelo SCPH-50xxx, no hay casos registrados de MechaCon crash en dichas unidades. En el año 2021, se descubrió que el chip DSP es el verdadero culpable de este problema en dichos modelos de PS2, no el MechaCon.

## Ventas
El 13 de enero de 2009, la PlayStation 2 logra acumular 50 000 000 de consolas vendidas en Estados Unidos. Esta cantidad acumulada es a partir de su lanzamiento de 2000.
La PlayStation 2 es la única consola de sexta generación cuyo periodo de vida y soporte oficial siguieron vigentes hasta la octava generación. Aun publicándose muchos títulos que no vieron luz en competidoras de su generación como Gamecube o Xbox. Es la consola más vendida de la historia.
En diciembre de 2010, coincidiendo con el periodo navideño, Sony lanzó al mercado una televisión LCD que incorpora en su base una versión adaptada de la PS2.
El grupo japonés Sony Computer Entertainment anunció que había vendido 155 millones de consolas PlayStation 2 (PS2) en todo el mundo contabilizadas el 31 de marzo de 2012.
La cifra final no fue confirmada por Sony mientras que las estimaciones no oficiales apuntaban a que se habría vendido una horquilla de consolas situada entre los 3.6 millones y 6.8 millones de unidades adicionales a la última cifra señalada.
En el 29 de marzo de 2024, Jim Ryan (CEO de Sony Interactive Entertainment) declaró en el Podcast oficial de PlayStation que se vendieron un total de 160 millones de consolas PlayStation 2 en todo el mundo. Esta cifra la refrendaría la propia Sony en noviembre de ese mismo año.
Datos de ventas acumuladas
- 6 de marzo de 2000 - 600,000[27]
- 31 de marzo de 2000 - 1.4 millones[28]
- 31 de marzo de 2001 - 9.1 millones[28]
- 30 de junio de 2001 - 10 millones[29]
- 10 de octubre de 2001 - 20 millones[30]
- 5 de mayo de 2002 - 30 millones[30]
- 19 de septiembre de 2002 - 40 millones[30]
- 15 de enero de 2003 - 50 millones[30]
- 13 de enero de 2004 - 70 millones[30]
- 29 de noviembre de 2005 - 100 million[30]
- 31 de marzo de 2006 - 100.8 millones[31]
- 6 de noviembre de 2007 - 120 millones[32]
- 3 de junio de 2008 - 130 millones[33]
- 31 de diciembre de 2008 - 136 millones[34]
- 31 de enero de 2009 - 136.3 millones[35]
- 30 de junio de 2009 - 138.8 millones[36]
- 31 de marzo de 2010 - 144.5 millones[37]
- 30 de junio de 2010 - 146.1 millones[38]
- 31 de enero de 2011 - 150 millones[39]
- 30 de junio de 2011 - 152.4 millones[40]
- 31 de marzo de 2012 - 155 millones[11]
- Fin de existencias - 160 millones[5]

## Sistemas dearcadebasados en la arquitectura del sistema
- Konami BEMANI Python
- Konami BEMANI Python 2
- Konami Python
- Konami Python 2
- Konami Python Satellite Terminal
- Namco System 246 (en sus variantes: "Driving", "Rack A", "Rack B" y "Rack C")
- Namco System 256  (y su variante: "Super256")
- Namco System 147
- Namco System 148

## PSX

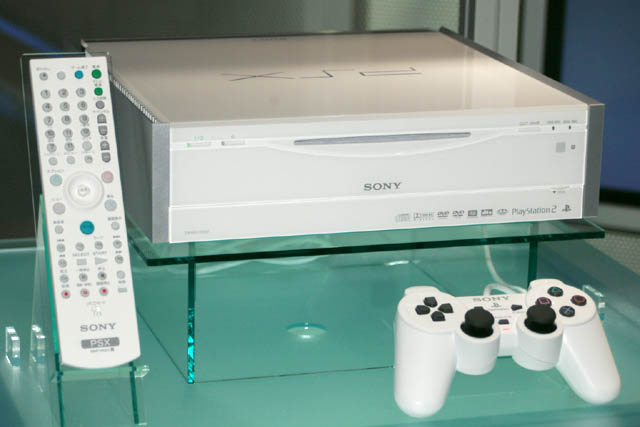
PSX en exposición.

Sony también fabricó un producto llamado PSX que podía ser usado como grabador de vídeo digital y grabadora de DVD, y que era compatible con los videojuegos para PlayStation 2 y PlayStation. Fue puesto a la venta en Japón el 13 de diciembre de 2003, y fue la primera consola de Sony que incluyó la interfaz XrossMediaBar, un disco duro interno (como componente en lugar de periférico), así como también fue el primero en tener firmware actualizable. Como no tuvo mucho éxito en el mercado japonés no fue vendida en el extranjero. La PSX incluía un puerto USB, un lector de tarjetas memory stick y dos ranuras para las tarjetas de memoria de PlayStation 2.